# Aboa (forskningsstation)
73°03′S 13°25′V / 73.050°S 13.417°V
Aboa (det latinske navn for Turku) er Finlands eneste forskningsstation i Antarktis, beliggende omtrent 130 kilometer fra kysten i Vestfjella i Dronning Maud Land. Basen ligger tæt på den svenske station Wasa, som sammen med Aboa udgør den såkaldte Nordenskjöldbasen. Stationerne samarbejder tæt indenfor forskning og med logistik. Aboa drives af Finlands Antarktis forskningsprogram (FINNARP) og er kun bemandet om sommeren. Stationen har plads til cirka 10 personer.
Aboa blev bygget i 1988 på nunatakken Basen. Stationen består blandt andet af en hovedbygning, tre laboratorieenheder, lager og generatorbygning.